# 韩尚勋
韓尚勳（1988年5月16日—），韩国职业围棋棋手，韩国棋院四段。
来自金原围棋道场，早年即负有才名，但在入段赛中却屡遭挫折。在连续9年未能成功定段后，终于抓住最后一次机会，于2006年定段成功，成为职业棋手。在接下来的一年中，韩以初段身份掀起了一场风暴，接连击败古力、马晓春、李昌镐等棋坛霸主，在LG杯比赛中杀入决赛(1:2，亞軍)，三星杯中杀入八强。